# Grängesberg
Grängesberg är en tätort i Grängesbergs distrikt i Ludvika kommun i Dalarnas län. Orten är utbredd och har av SCB 2015 avgränsats till tre tätorter: Grängesberg, Grängesberg västra och Hörks hage i söder med totalt cirka 3 400 invånare.
Malmbrytningen i Grängesbergs gruvor påbörjades på 1500-talet och var fram till nedläggningen 1989 Sveriges tredje största järnmalmsgruva.

## Historia
Grängesberg är en tätort belägen i Ludvika kommun i Dalarna, Sverige. Orten har en rik och mångfacetterad historia som sträcker sig tillbaka till 1500-talet, där den spelat en central roll inom den svenska järnmalmsindustrin och varit en viktig plats för utvecklingen av den svenska arbetarrörelsen. Genom åren har Grängesberg genomgått betydande förändringar, från att vara en livskraftig gruvort till en nedlagd industriell stad, vilket har påverkat både samhällsstrukturen och invånarnas liv.
Den tidigaste dokumenterade malmbrytningen i Grängesberg kan spåras till 1584, då Johan III utfärdade ett brev som bekräftade järnmalmsbrytning i området. Under 1600-talet inleddes en mer omfattande brytning i samband med den svenska stormaktstidens behov av metaller för krig och industri. Genom århundradena utvecklades Grängesberg till en av Sveriges mest betydelsefulla platser för järnmalmsbrytning, med malmfyndigheter som betraktades som några av de rikaste i landet.
I början av 1700-talet ökade efterfrågan på järn, vilket ledde till en ökad produktion i Grängesberg. År 1883 bildades Grängesbergs Grufve AB, vilket markerade en betydande expansion av gruvverksamheten. Detta ledde till att malmbrytningen intensifierades och gruvans kapacitet att leverera råmaterial till den växande industrin ökade dramatiskt. För att stödja denna expansion och hantera transporten av malm till exporthamnarna bildades Trafikaktiebolaget Grängesberg-Oxelösund (TGO) år 1896. TGO, och senare TGOJ, investerade i och trafikerade en järnvägslinje som sträckte sig från Grängesberg till Oxelösund, vilket möjliggjorde effektiv transport av järnmalm till internationella marknader, såsom Tyskland.
Samhället Grängesberg växte i takt med att gruvan expanderade. Grängesbergs Grufve AB var ansvarigt för att bygga arbetarbostäder för gruvarbetarna och deras familjer, vilket formade ortens bostadsområden. Arbetarbostäderna varierade från enkla baracker till mer avancerade familjebostäder och utgjorde grunden för ortens sociala struktur. Många familjer levde och arbetade i generationer inom gruvnäringen. och gruvdriften var en central del av ortens identitet. Det sociala livet kretsade kring gruvan och arbetskamraterna, och arbetet blev en del av invånarnas liv. Gruvbrytningen krävde både teknisk kunskap och fysisk uthållighet, och ortens arbetare var kända för sitt hårda arbete och sina färdigheter.
I början av 1900-talet drevs gruvdriften under jord och i början av 1970-talet bröts i Grängesberg upp till fyra miljoner ton malm per år. Gruvdriften resulterade i sprickbildning i marken närmast dagbrottet, och i tiden fram till tidigt 1970-tal genomförde man en flytt av samhällets centrum cirka 500 meter österut. Likaså flyttades järnvägen ett par hundra meter åt öst och fick ett högre läge. Det nya stationshuset för Grängesberg C stod klart 1940. Byggnaderna väster om järnvägen försvann successivt. Grängesbergs kyrka var ett tag den sista utposten västerut, men ersattes 1974 av en ny vid östra utfarten (riksväg 50). År 1976 flyttades den gamla kyrkan och återuppbyggdes i Orsa. Husgrunderna från samhällets tidigare centrum, i folkmun kallat Gamla Grängesberg, ligger nu till stor del bakom avspärrningar.

### Arbetarrörelsen och socialdemokratins framväxt
Grängesberg har en framstående plats i den svenska arbetarrörelsens historia. År 1892 grundades Gruvettan, Sveriges första fackförening för gruvarbetare. Denna fackförening var inte bara den första i sitt slag utan blev också en föregångare för facklig organisering i hela landet. Gruvettan var central i kampen för bättre arbetsvillkor, högre löner och ett mer rättvist samhälle.
Den svenska arbetarrörelsen, som var starkt knuten till socialdemokratin, växte sig stark i Grängesberg och påverkade Sveriges politiska utveckling under 1900-talet. Socialdemokratiska agitatorer som August Palm och Kata Dalström besökte orten och arbetade med att organisera gruvarbetarna. Den socialdemokratiska kvinnorörelsen fick också tidigt fäste i Grängesberg, där kvinnor deltog aktivt i den fackliga och politiska kampen. Gruvarbetarna i Grängesberg visade tidigt politiskt engagemang och organiserade sig för att förbättra sina arbetsvillkor och livskvalitet och den starka fackliga traditionen och sociala medvetenheten bidrog till att forma Sveriges moderna välfärdssamhälle.

### Nedläggningen av gruvan
Trots Grängesbergs betydelse i den svenska gruvindustrin började orten möta allvarliga utmaningar under 1970-talet, delvis på grund av den globala stål- och energikrisen. Oljekrisen 1975 och minskad efterfrågan på järnmalm ledde till att Grängesbergs gruva successivt minskade sin produktion. År 1989 beslutade SSAB att stänga gruvan, och det sista malmtåget lämnade orten den 3 mars 1990. Detta markerade slutet på en epok och hade dramatiska konsekvenser för ortens framtid.
Vid detta tillfälle närvarade flera betydelsefulla personer, inklusive den tidigare trafikchefen Bertil Isacsson och lokområdeschefen Henry Halvarsson. SJK (Svenska järnvägsklubben) organiserade ett evenemang för att markera den historiska avgången av det sista malmtåget. Många anställda och lokalbor samlades för att ta farväl av en industriepok som präglat deras liv och arbete i generationer.

### Socialt ansvar
Grängesberg har också en stolt tradition av socialt ansvarstagande och engagemang för barn och familjer. År 1901 grundades Sveriges första Barnens Dag i Grängesberg, vilket markerade början på en lång tradition av sociala aktiviteter för barn. Barnens Dag var ett initiativ som syftade till att skapa glädje och gemenskap för barn från arbetarfamiljer, och det var Grängesbergsbolaget som stod bakom detta.
En central plats för dessa sociala aktiviteter var Öddö, en ö som bolaget köpte för att använda som sommarkoloni för barn. År 1901 skickades de första åtta barnen på sommarkoloni till Öddö, vilket blev starten på en tradition där barn från arbetarfamiljer fick möjlighet att tillbringa somrarna i en hälsosam miljö. Öddö och Barnens Dag blev symboler för Grängesbergs sociala ansvarstagande och skapade en stark gemenskap i orten.

### Kultur och arv
Även om gruvdriften upphörde har Grängesberg fortsatt att vara ett viktigt kulturellt och historiskt centrum. Gruvcentrum Mojsen, som tidigare var arbetarnas matsal, har omvandlats till ett museum och kulturcenter som bevarar minnet av ortens industriella historia. Här hålls utställningar om gruvdriften och arbetarnas liv, och museet spelar en viktig roll för att visa upp och bevara Grängesbergs rika historia.
En annan viktig kulturell byggnad i Grängesberg är Cassels donation, ett kulturpalats som byggdes av den tysk-brittiske finansmannen Ernest Cassel som en gåva till orten. Cassels donation är känd för sin fantastiska akustik och har genom åren varit en viktig konsertlokal för både nationella och internationella artister. Idag används byggnaden för konserter och andra kulturella evenemang och är en viktig del av ortens kulturella liv.

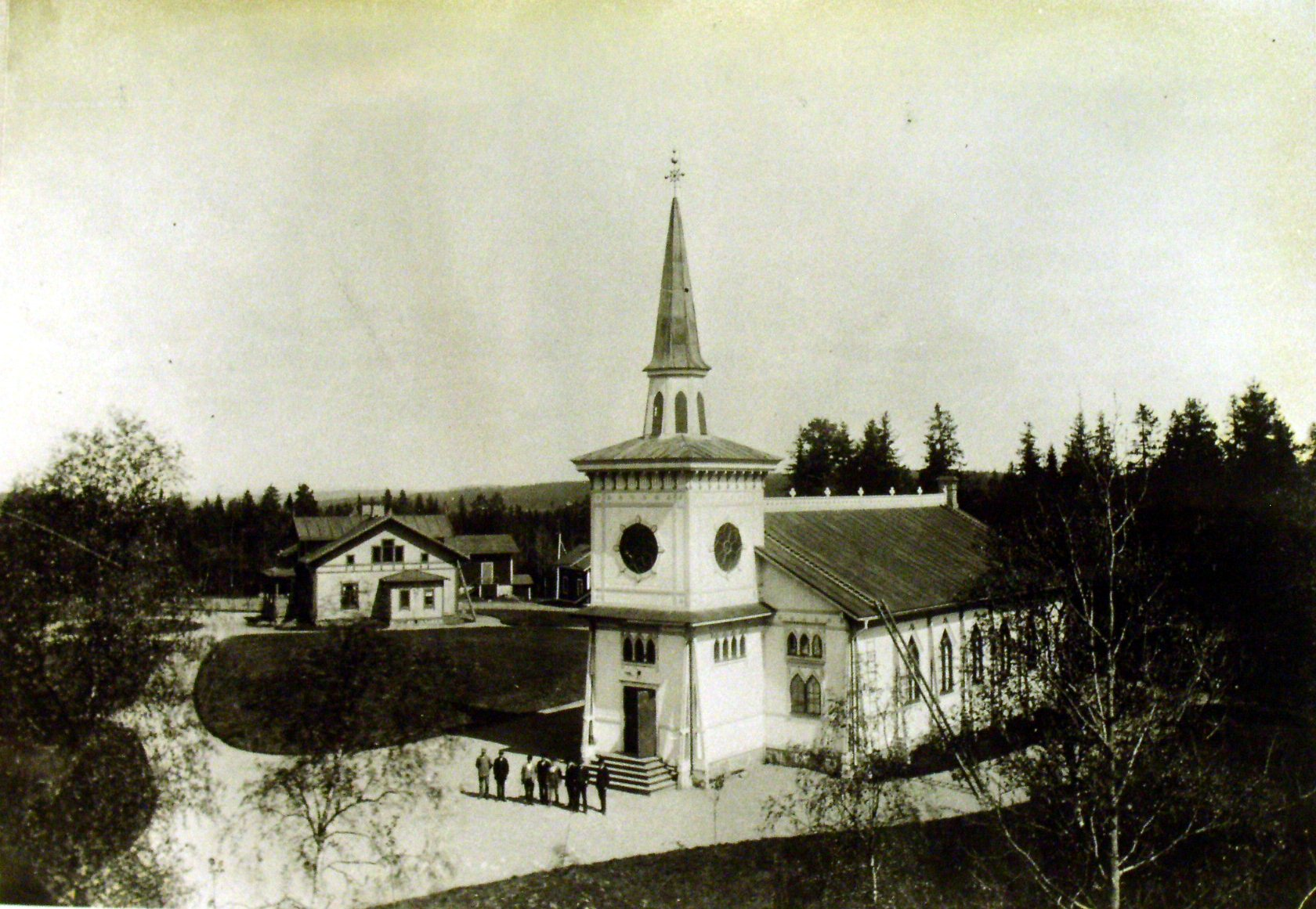
Grängesbergs gamla kyrka från 1892. Bilden tagen omkring 1900 innan kyrkan senare rödfärgades.
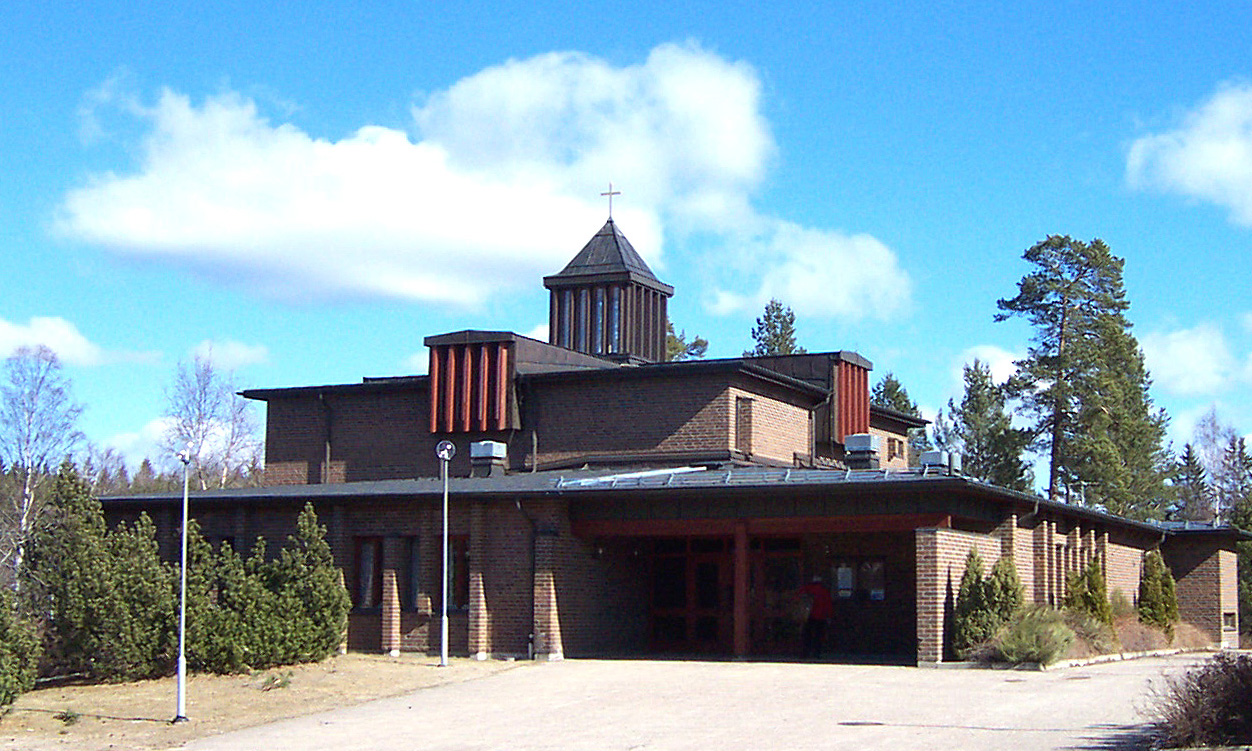
Grängesbergs nya kyrka
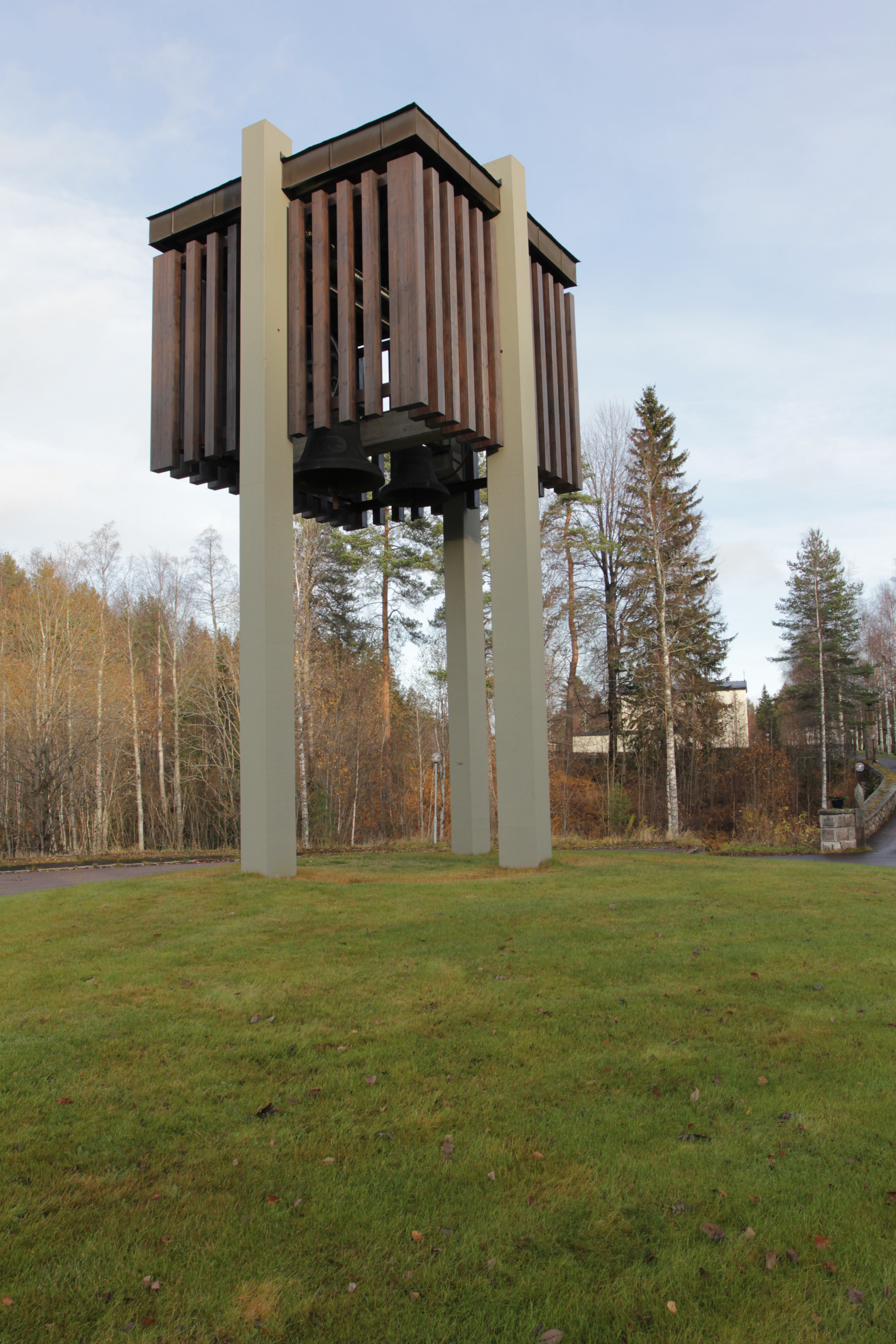
Klockstapeln invid riksväg 50

### Ortnamnet
Ortnamnet innehåller i första leden en äldre version av by- och sockennamnet Grangärde, Gränge, som finns upptecknat redan på medeltiden och som antagligen är en uttalsförenkling av namnet Grænughe sior, den "graniga sjön", ett äldre namn på Bysjön vid Grangärde. Det namnet skilde sjön från en annan sjö i närheten som heter Björken. Efterleden i ortnamnet är -berg, som betyder "bergverk, gruvfält".

### Historisk elkraftöverföring
Grängesbergs gruvor blev även internationellt kända för överföring av trefasväxelström. Världens första kommersiella kraftöverföring genomfördes i Sverige 1893 mellan Hällsjön och Grängesberg, en sträcka av cirka 15 kilometer. Elkraften drev lampor, pumpar och motorer. Det var en helt ny teknik – innan dess kunde man bara överföra kraft mekaniskt över kortare sträckor med hjälp av stånggångar.

### Befolkningsutveckling
| Befolkningsutvecklingen i Grängesberg 1950–2020                                                           | Befolkningsutvecklingen i Grängesberg 1950–2020 | Befolkningsutvecklingen i Grängesberg 1950–2020 | Befolkningsutvecklingen i Grängesberg 1950–2020 | Befolkningsutvecklingen i Grängesberg 1950–2020 |
| --- | ----------------------------------------------- | ----------------------------------------------- | ----------------------------------------------- | ----------------------------------------------- |
| |                                                 |                                                 |                                                 |                                                 |
| År |                                                 |                                                 | Folkmängd                                       | Areal (ha)                                      |
| 1950 | 1950                                            |                                                 | 5 934                                           |                                                 |
| 1960 | 1960                                            |                                                 | 5 879                                           |                                                 |
| 1965 | 1965                                            |                                                 | 5 822                                           |                                                 |
| 1970 | 1970                                            |                                                 | 5 959                                           |                                                 |
| 1975 | 1975                                            |                                                 | 5 887                                           |                                                 |
| 1980 | 1980                                            |                                                 | 5 266                                           |                                                 |
| 1990 | 1990                                            |                                                 | 4 545                                           | 778                                             |
| 1995 | 1995                                            |                                                 | 4 223                                           | 781                                             |
| 2000 | 2000                                            |                                                 | 3 788                                           | 781                                             |
| 2005 | 2005                                            |                                                 | 3 532                                           | 782                                             |
| 2010 | 2010                                            |                                                 | 3 481                                           | 772                                             |
| 2015 | 2015                                            |                                                 | 2 146                                           | 249                                             |
| 2020 | 2020                                            |                                                 | 2 188                                           | 253                                             |
| Anm.: 2015 delades tätorten upp i tre, denna, Grängesberg västra, väster om gruvan och Hörks hage i söder |                                                 |                                                 |                                                 |                                                 |

### Historiska bilder

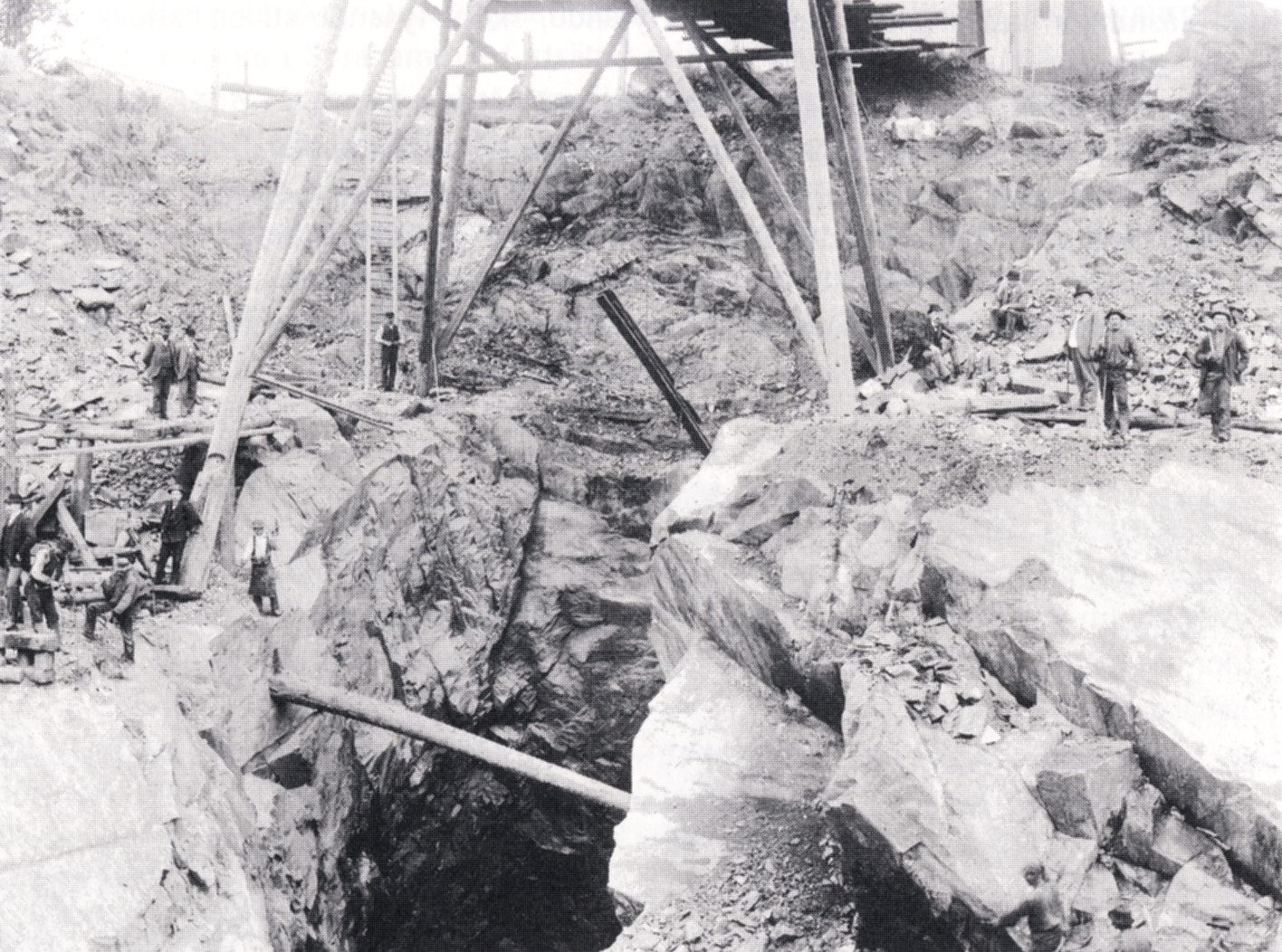
Wollraths schakt, Grängesbergs gruvor 1890-talet.
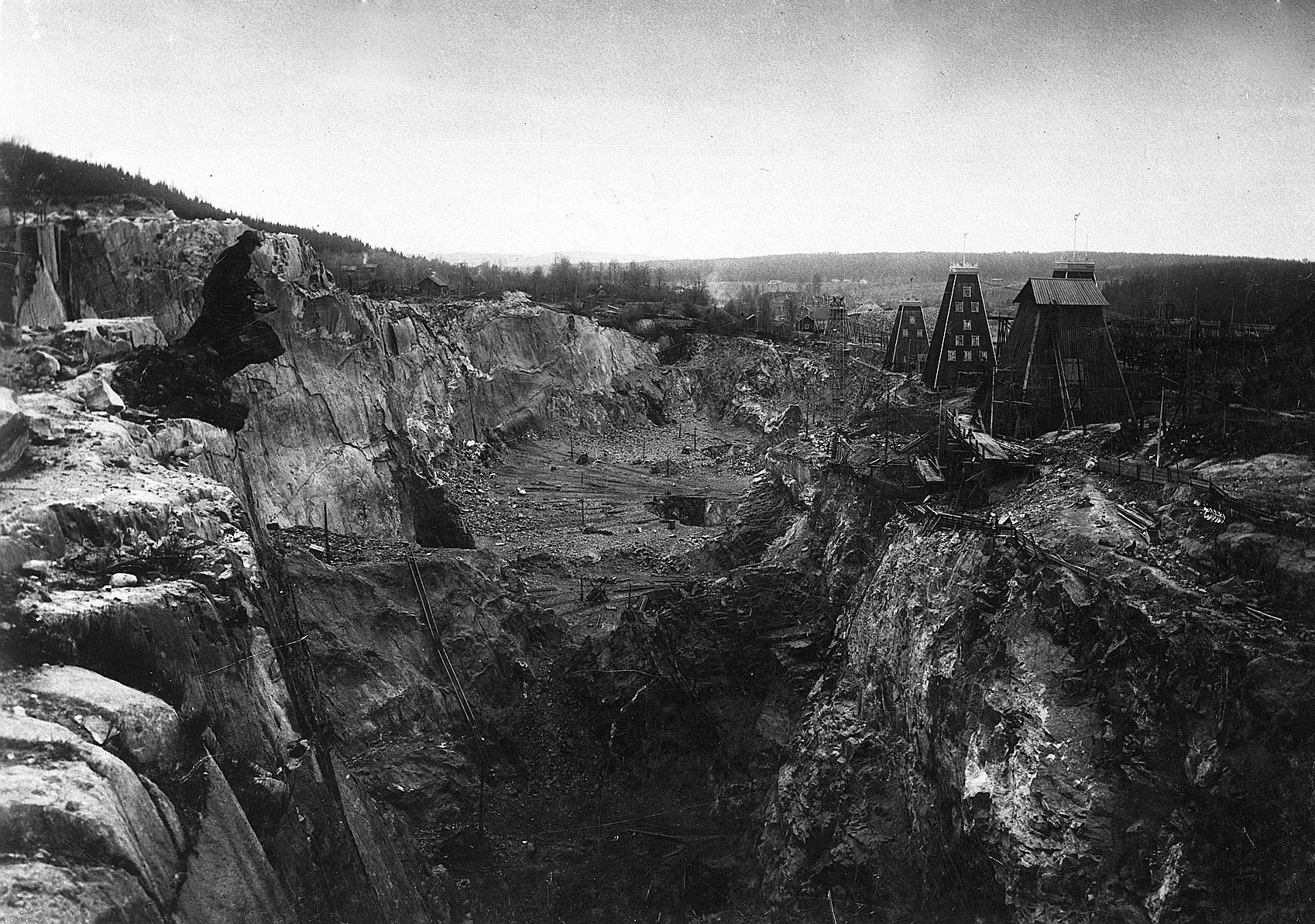
Dagbrottet ca 1895.
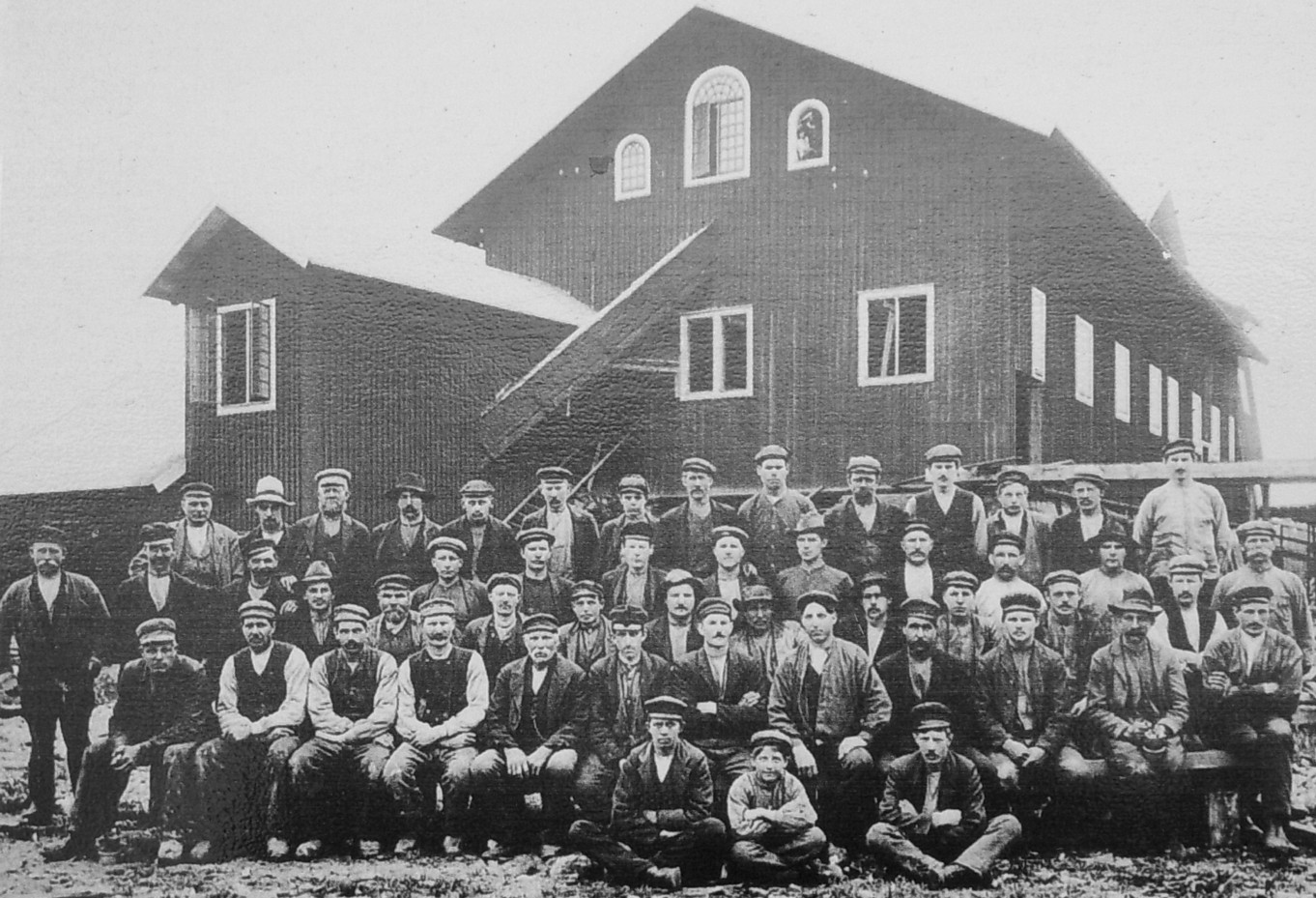
Gruvarbetare i Grängesbergs gruvor vid sekelskiftet 1900.
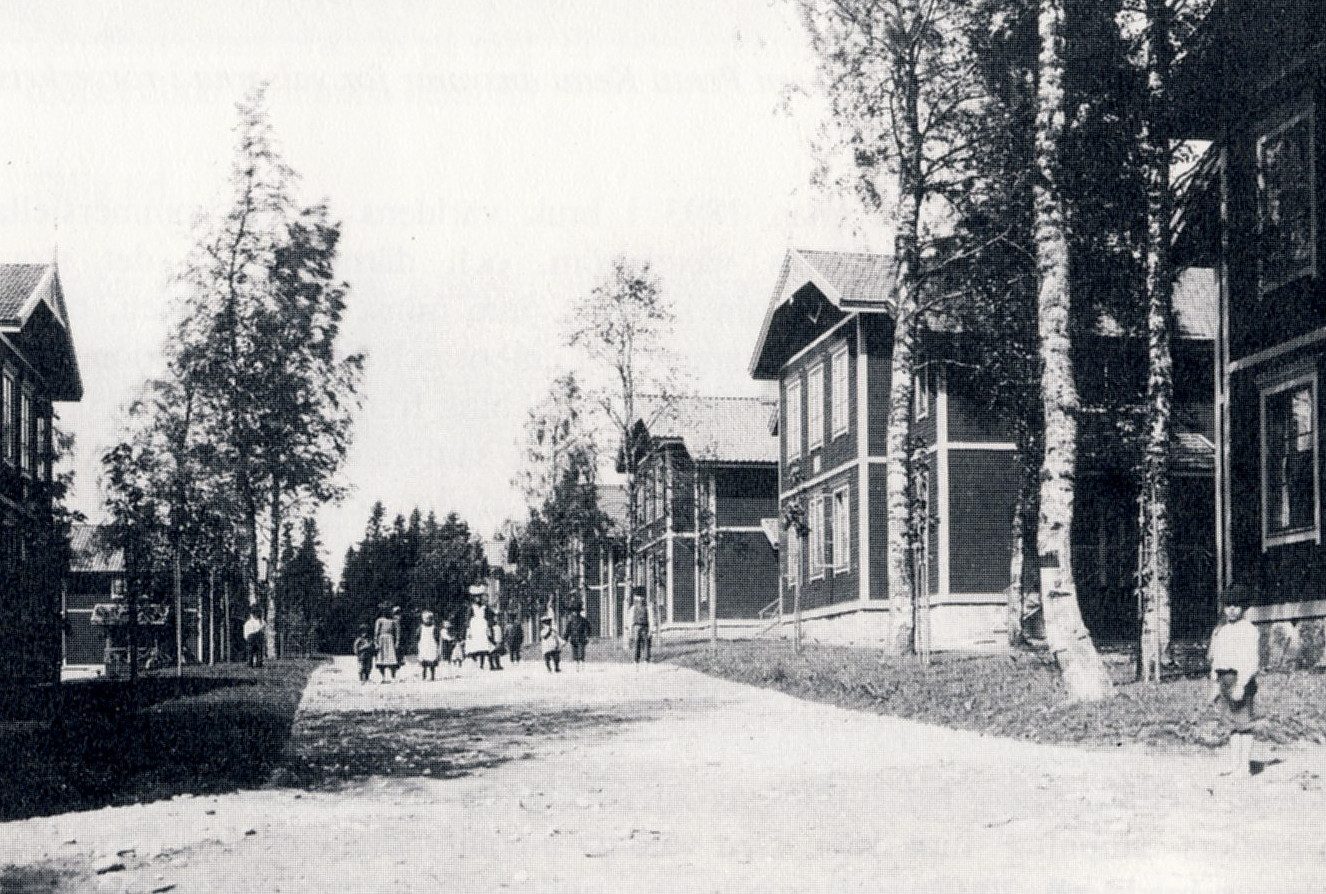
Arbetarbostäder vid Källfallet, Grängesberg omkring 1900.

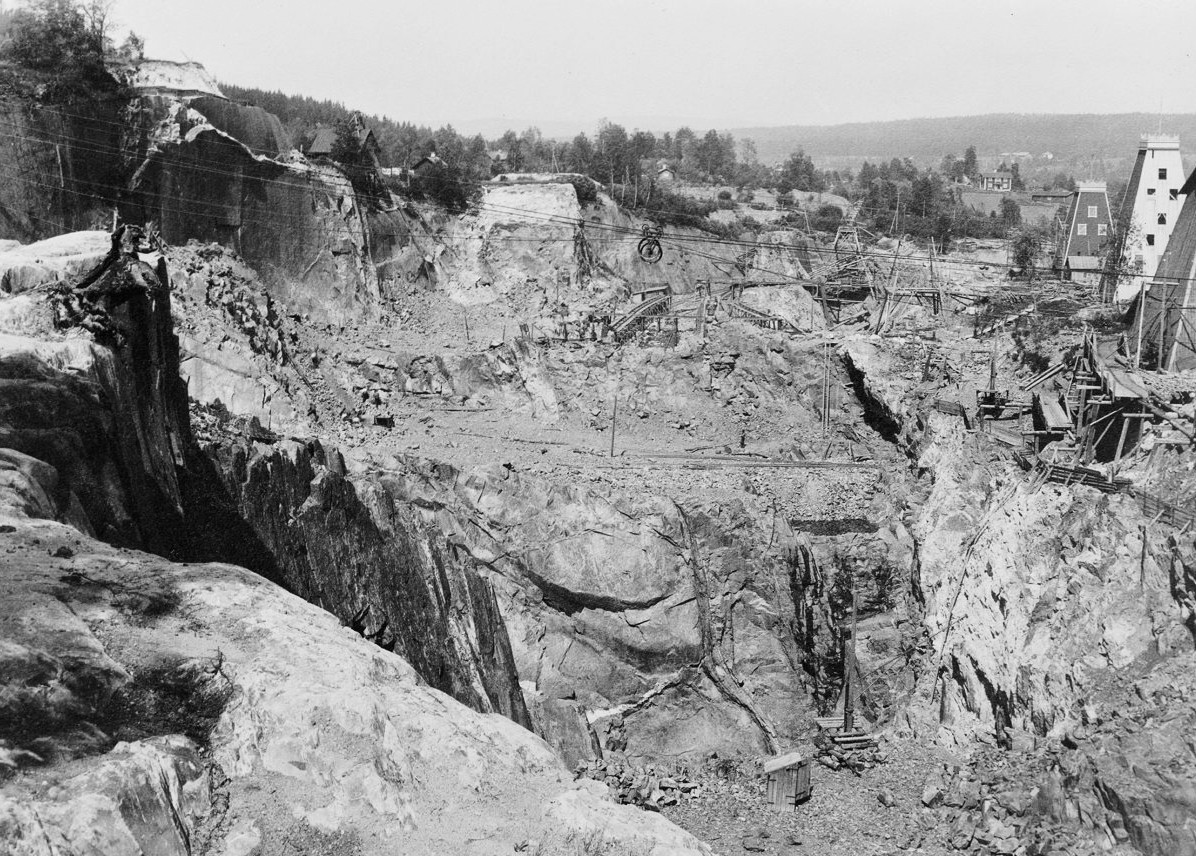
Välkomman och Skärningen ca 1900
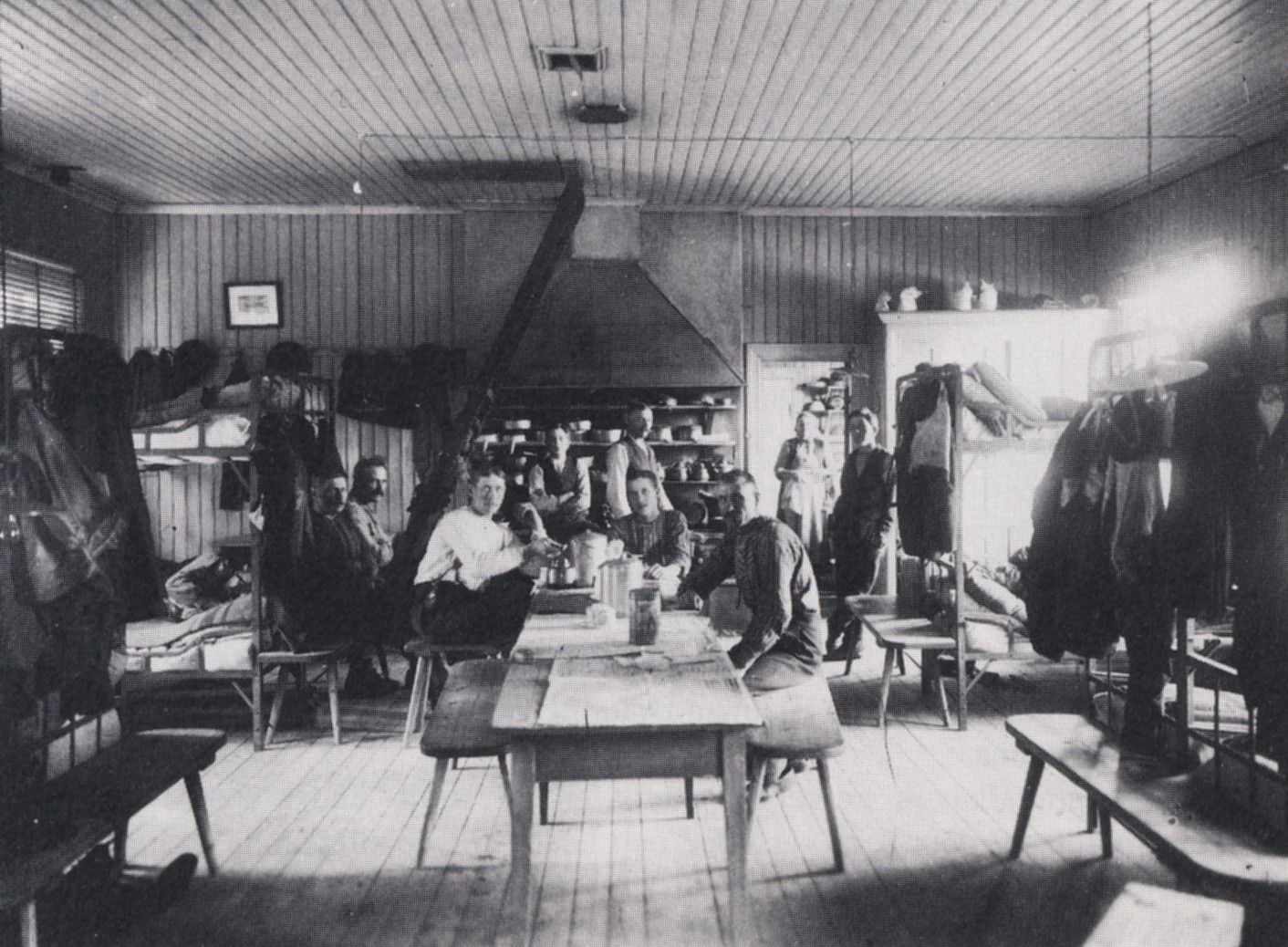
Karl Johans gruvstuga i Grängesberg omkring 1910.
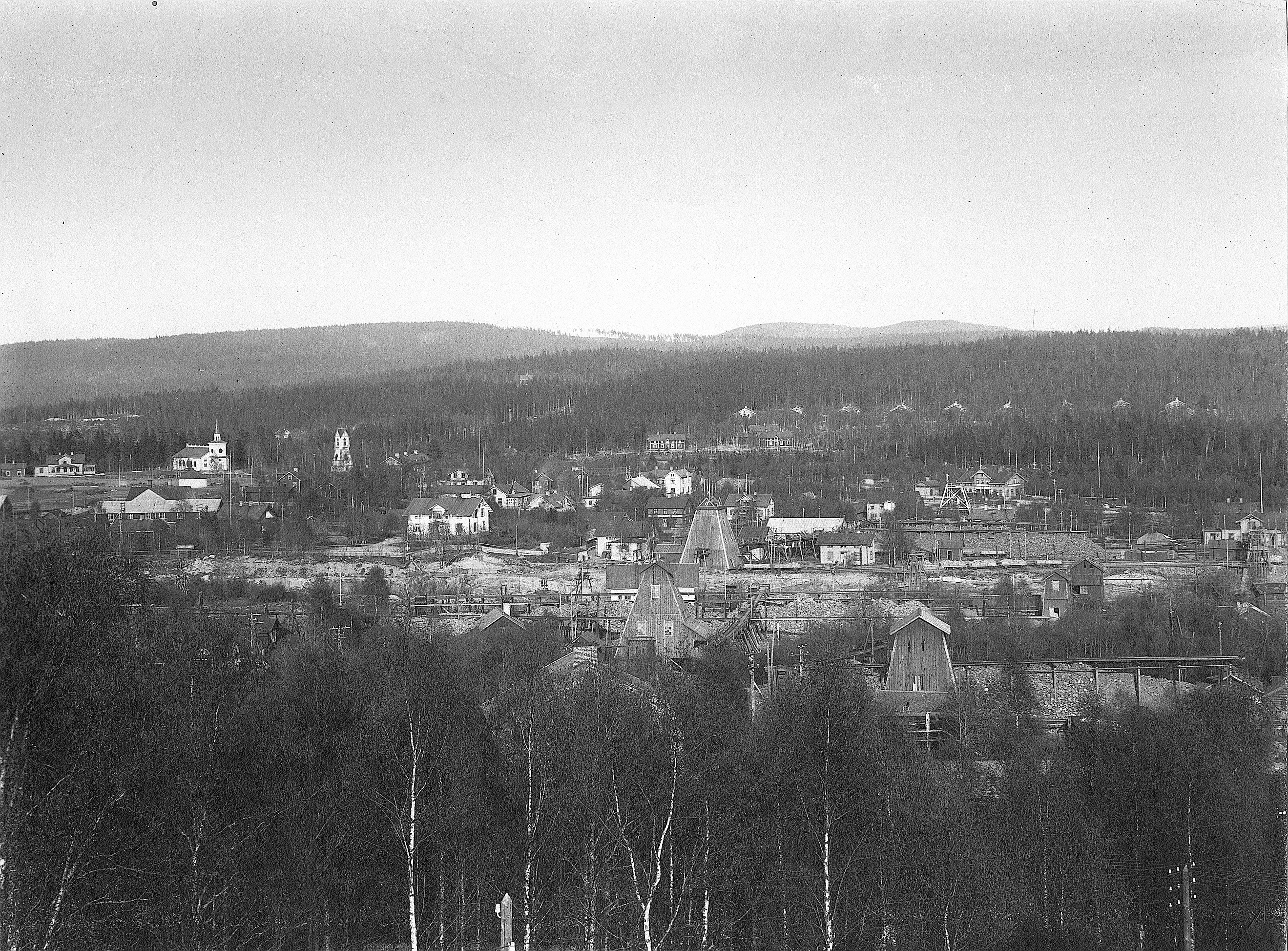
Vy över Grängesberg år 1895.
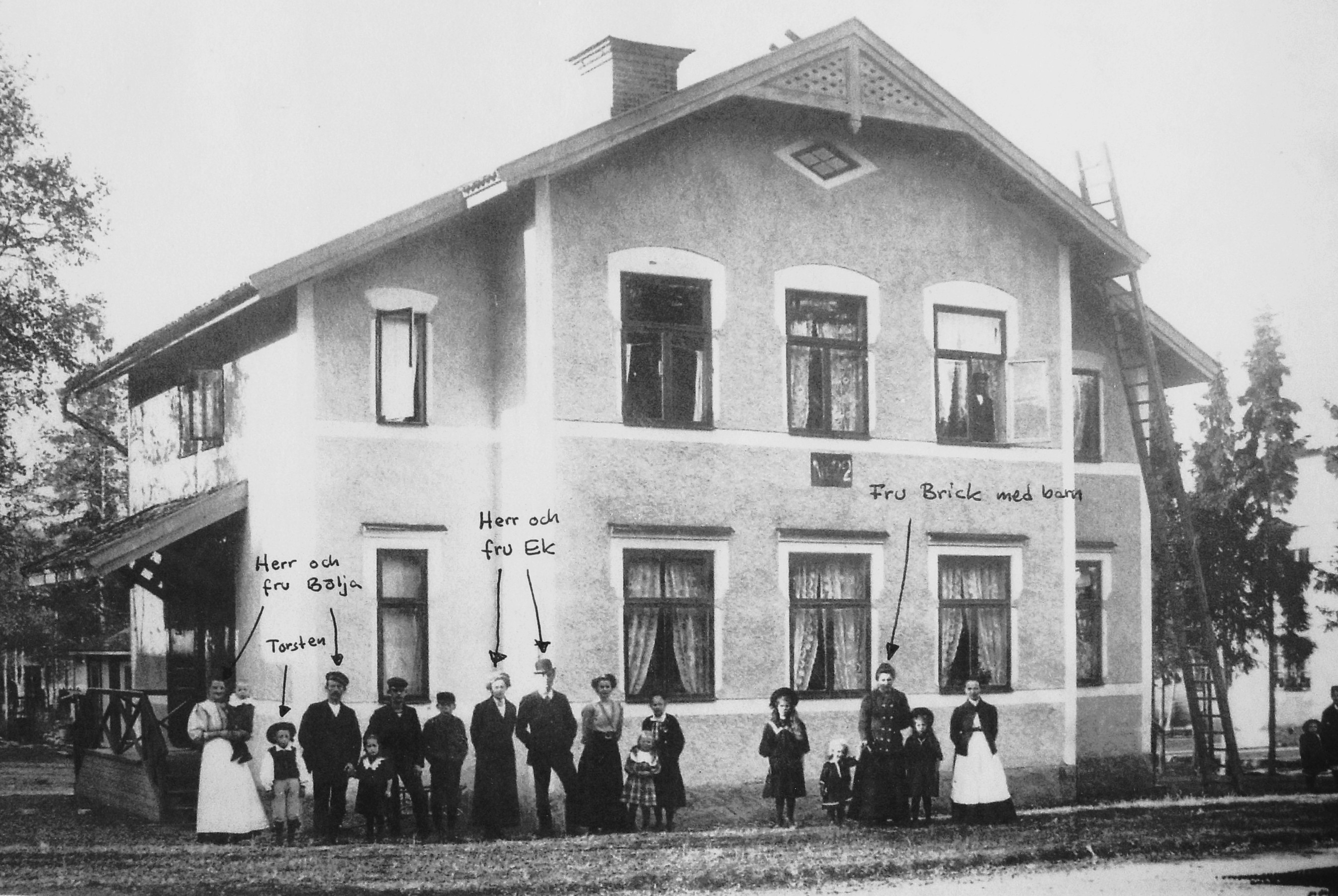
Stora Hagen omkring år 1900.

## Bostadsområden

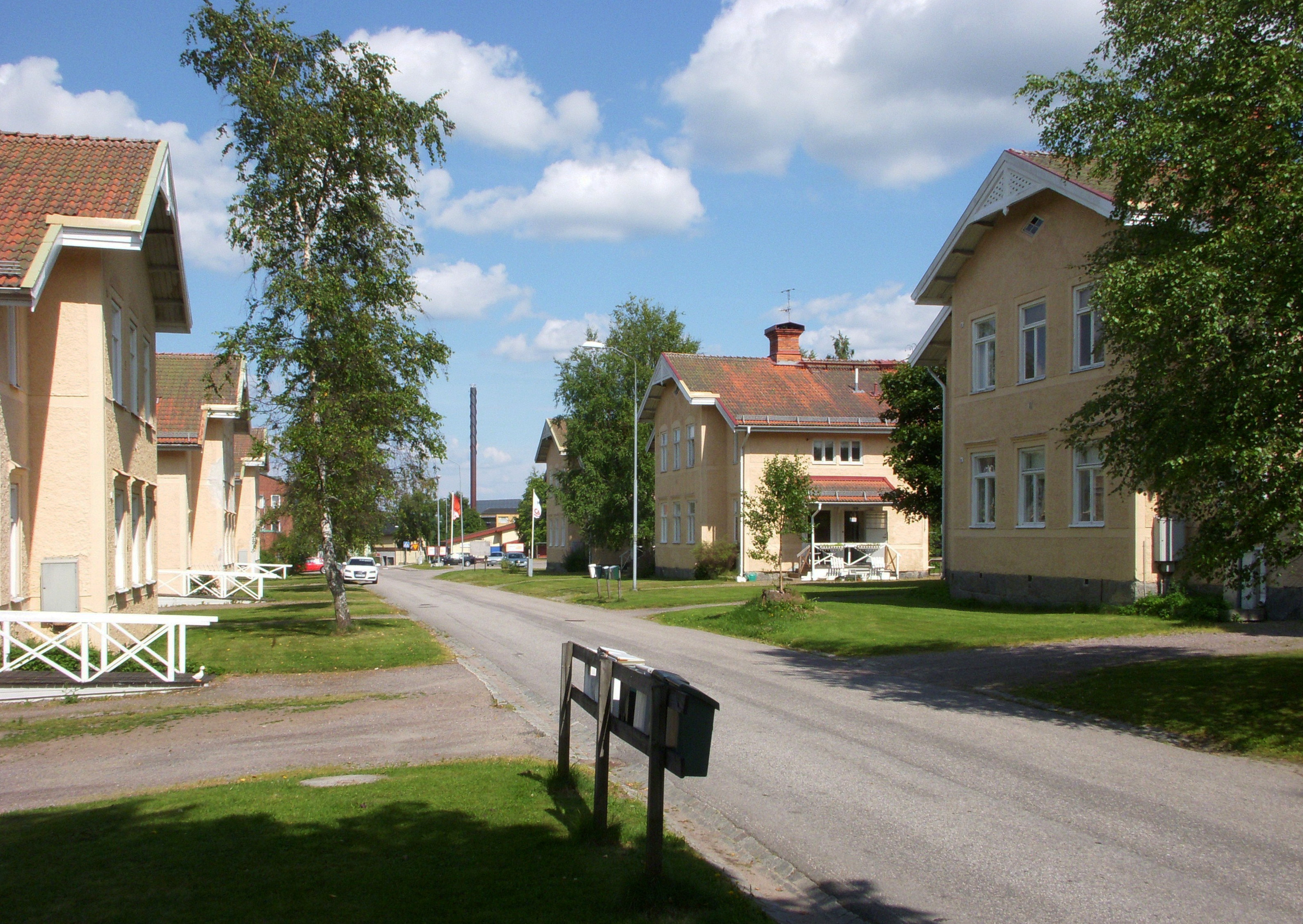
Stora Hagen, juli 2013.

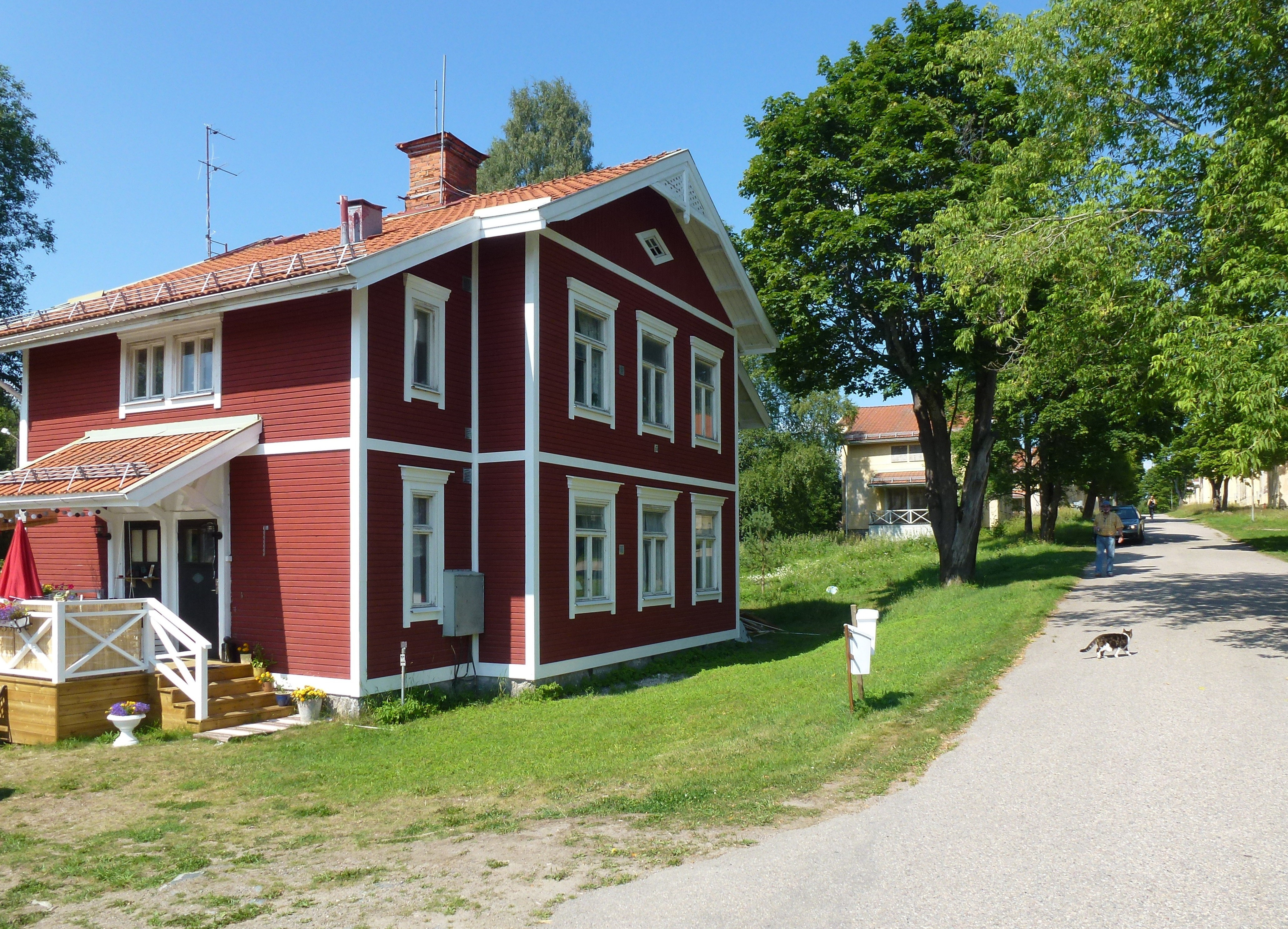
Källfallet, juli 2014.

- Stora Hagen (arbetarbostäder från slutet av 1800-talet med museilägenhet)
- Källfallet (arbetarbostäder från slutet av 1800-talet)
- Grotfallet
- Öraberget
- Sporrtorp
- Örntorp
- Majens
- Stjälkenstorp
- Ränngruvfallet
- Hårdtorp
- Laxtorp
- Sotbo
- Björkås
- Björktorp
- Laritstorp
- Knusselbo (Bergslagsbyn)
- Lundbergstorp
- Norrmalm
- Blåns
- Gudmundberget
- Sandudden
- Hörks hage
- Lomberget

## Näringsliv
Grängesbergs största privata arbetsgivare är Spendrups bryggeri. Bryggeriet köptes 1923 (då var namnet "Grängesbergs bryggeri") av Louis Spendrup, son till Jens Fredrik Oscar. År 1982 bytte "Grängesbergs Bryggeri AB" namn till "Spendrups Bryggeri AB". 
År 2003 startade Svenska Filminstitutet ett kulturhistoriskt filmarkiv i Grängesberg. Detta filmarkiv består till stor del av svenska folkets egna filmade minnen och berättelser. För att rädda den svenska smalfilmen startade Filminstitutet på regeringens uppdrag en riksomfattande räddningsaktion, och ett nationellt filmarkiv etablerades i Grängesberg. Filmerna bevaras i klimatkontrollerade utrymmen, som garanterar deras hållbarhet. Sedan den 1 januari 2011 är Kungliga biblioteket huvudman för Filmarkivet i Grängesberg.

### Bankväsende
Bankaktiebolaget Stockholm-Öfre Norrland (senare kallad Norrlandsbanken) öppnade ett kontor i Grängesberg år 1901. Den 1 december 1909 öppnade även Gefle handelsbank ett kontor i Grängesberg. Denna uppgick senare i Norrlandsbanken. På 1910-talet etablerade även Mälareprovinsernas enskilda bank ett kontor i Grängesberg. Norrlandsbanken uppgick i Svenska Handelsbanken och år 1925 överlät även Mälarebanken sitt kontor till denna bank. Grängesberg hade även sparbankskontor tillhörande Länssparbanken Dalarna, senare Swedbank.
Swedbank lade ner kontoret den 23 juni 2016. Den 30 april 2021 stängde även Handelsbanken i Grängesberg, som därmed lämnades utan bankkontor.

## Sevärdheter
- Grängesbergs gruvor med Mojsen Gruvcentrum och Maskinhusets konstutställningar, ingår i Ekomuseum Bergslagen.
- Cassels donation, konserthus uppfört år 1900 på initiativ av den tysk-engelske finansmannen sir Ernest Cassel. Ingår i Ekomuseum Bergslagen.
- Lokmuseet med cirka 160 järnvägsfordon från 1850- till 1960-talen, ingår i Ekomuseum Bergslagen.
- Lombergshjulet vid södra infarten till Grängesberg.
- Motor & nostalgimuseet med bland annat bilar, skogsbruk, radio, foto och film samt några historiska butiker.
- "Skutborraren" är en stor träskulptur skapad av konstnären och träsnidaren Vilhelm Asplund. Verket invigdes den 24 november 1996 och är placerat på centrala torget vid järnvägsstationen. Den borrande bergsmannen är en symbol för en flerhundraårig gruvepok i Grängesberg.
- Stora Hagen, bruksgata med gruvarbetarbostäder från 1898 (renoverat 1989-90). Hus nr 22 är museum och ingår i Ekomuseum Bergslagen.

## Bilder, Grängesberg och omgivning

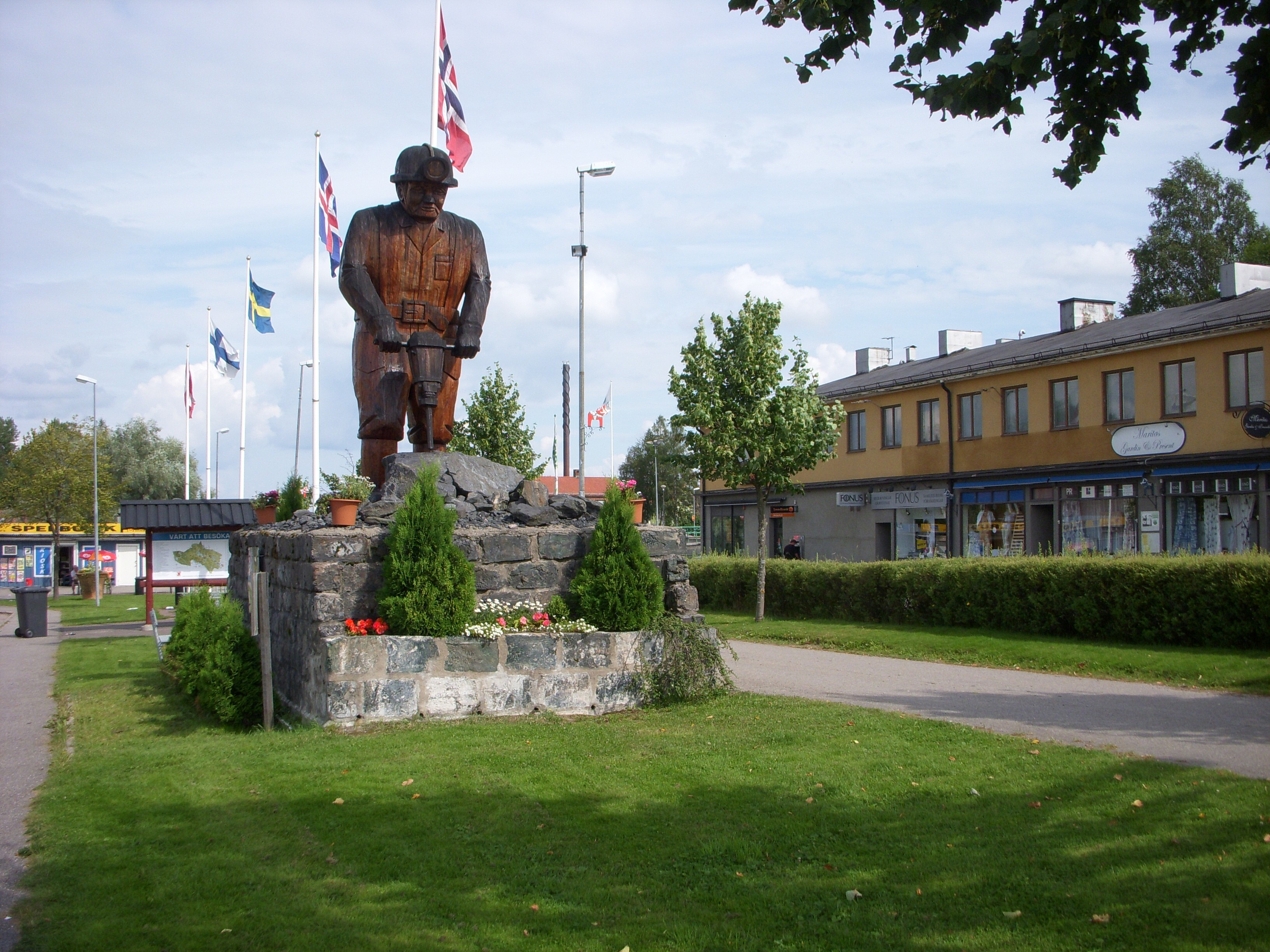
"Skutborraren".
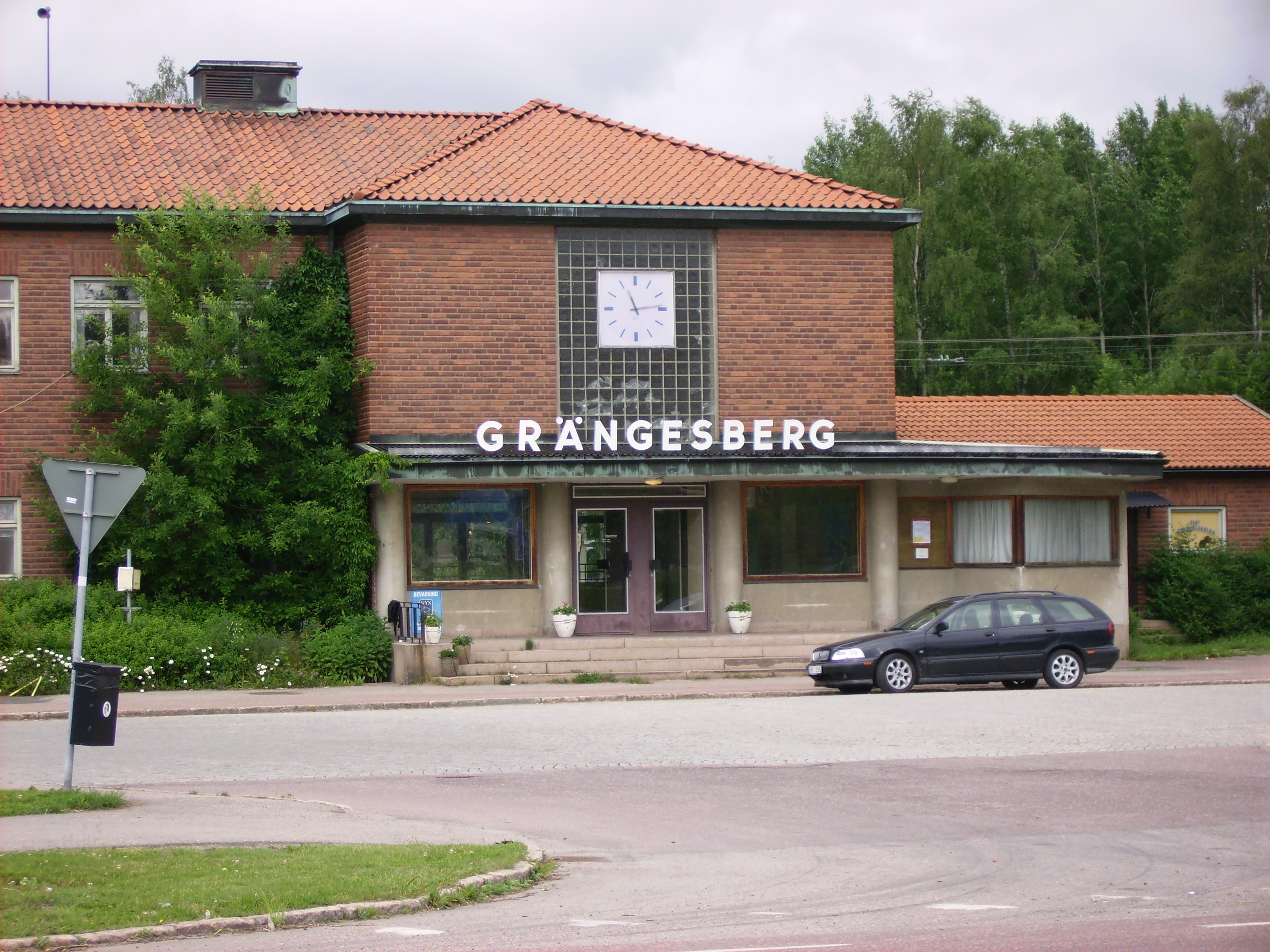
Grängesbergs järnvägsstation
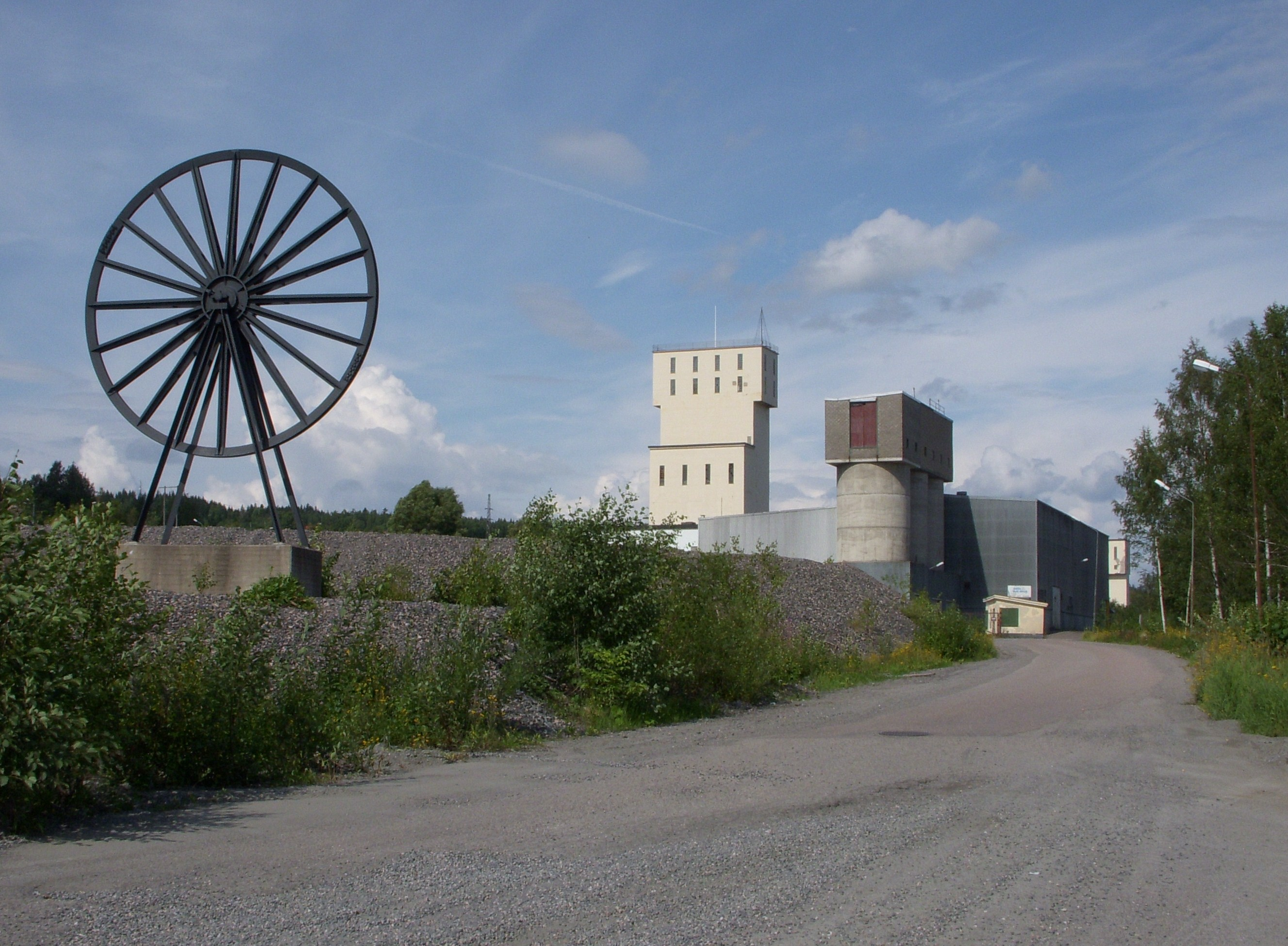
Grängesbergs gruvor, nedlagt 1989. Centralschaktet
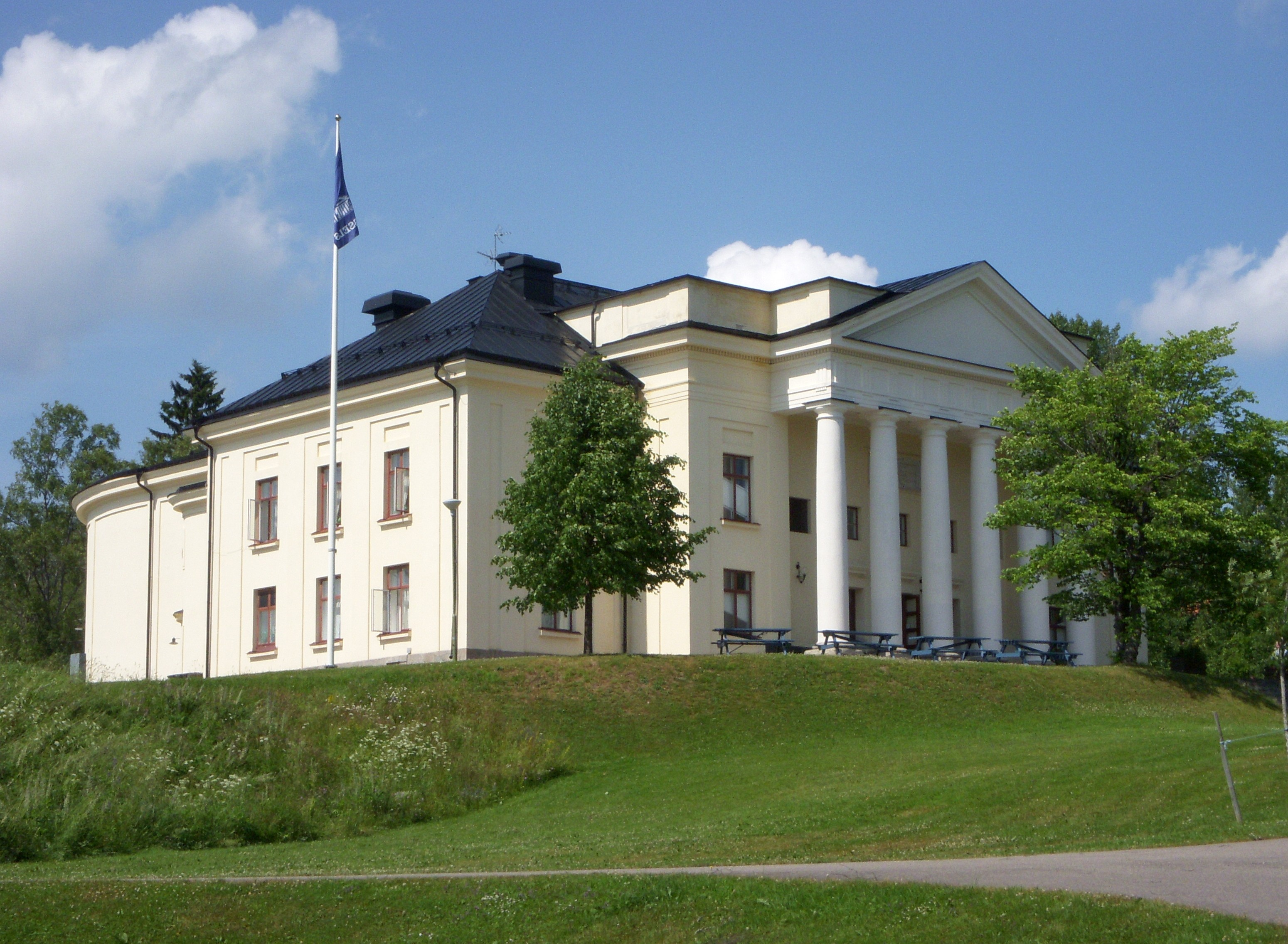
Konserthuset "Cassels donation"

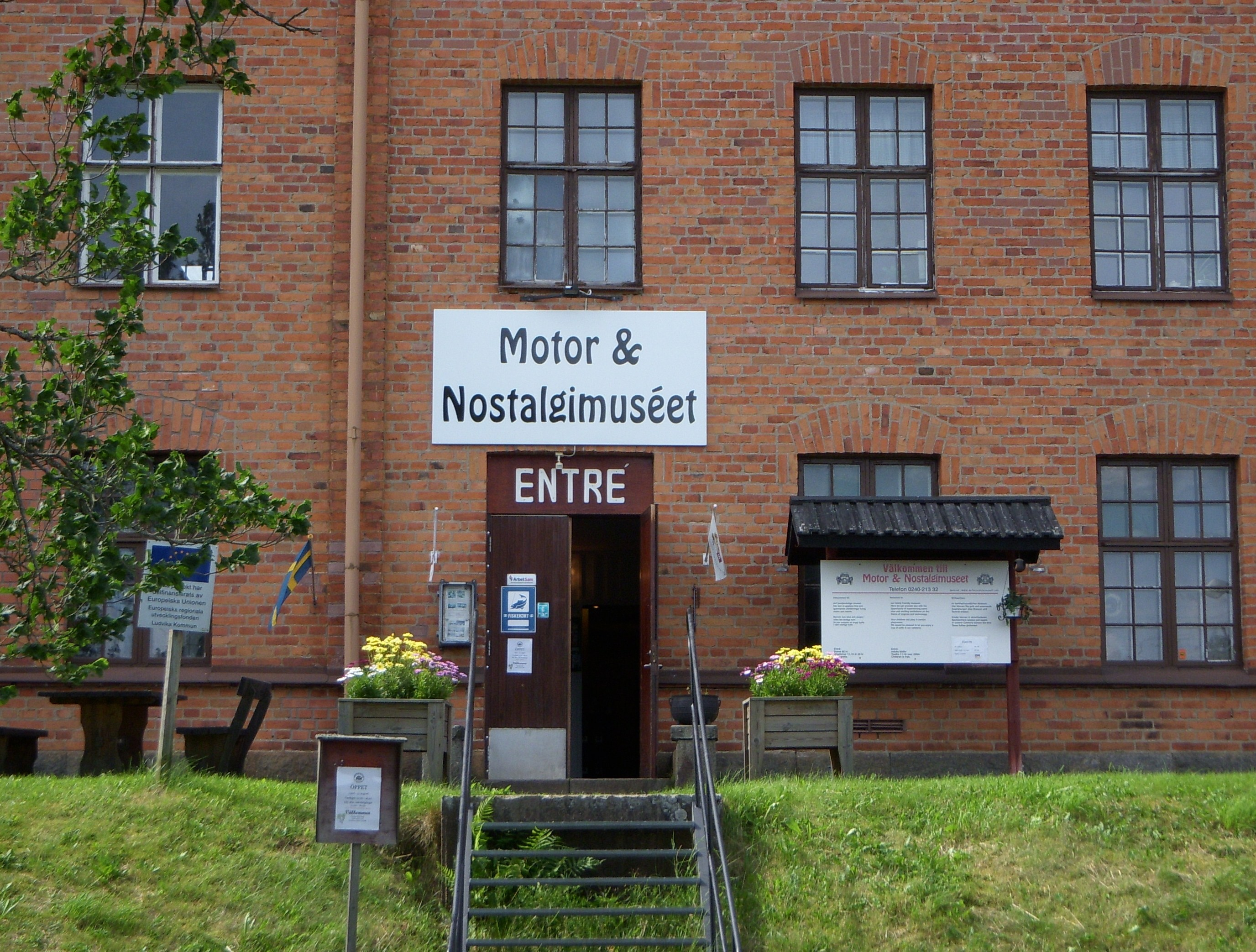
Nostalgimuseet
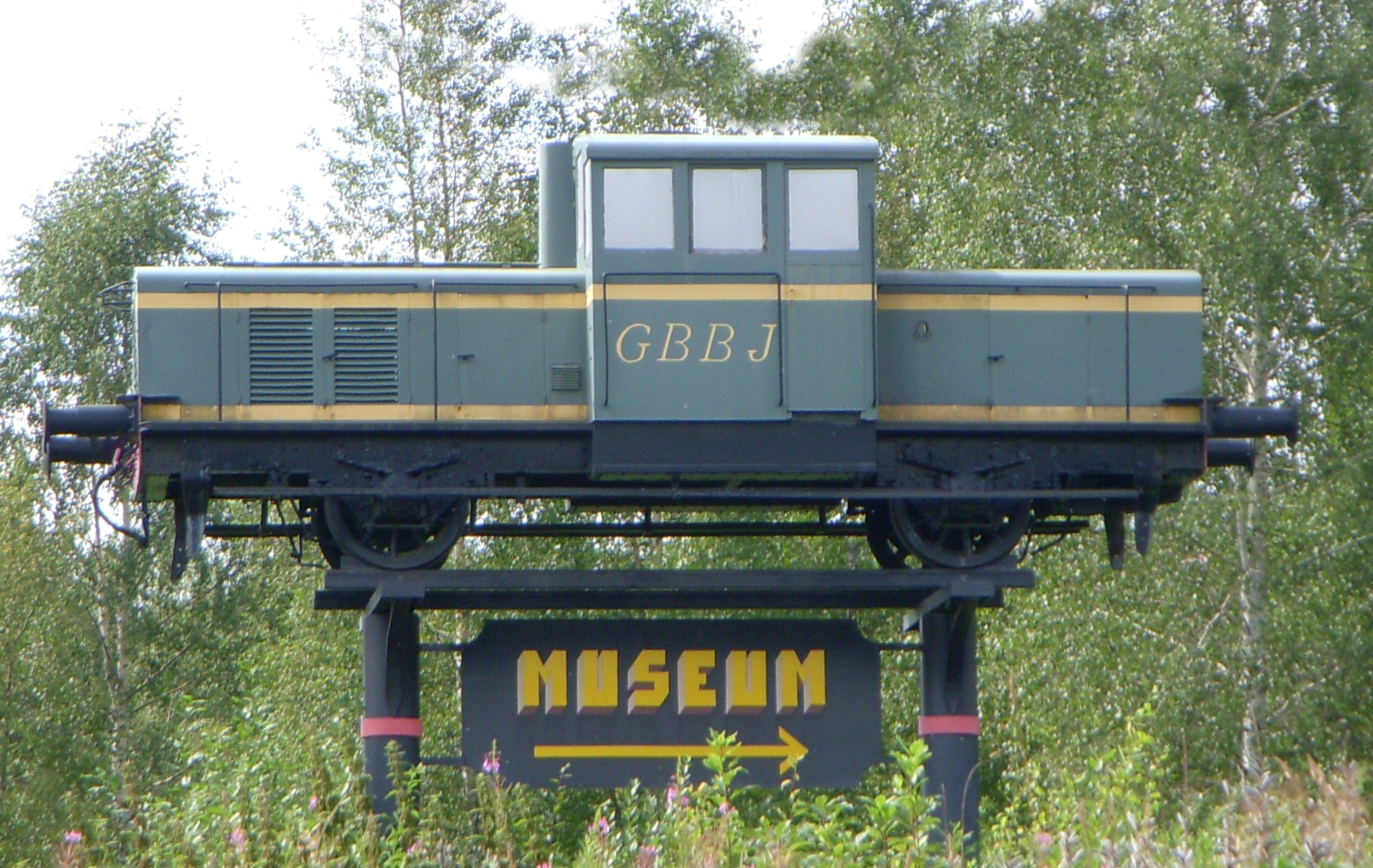
Lokmuseet
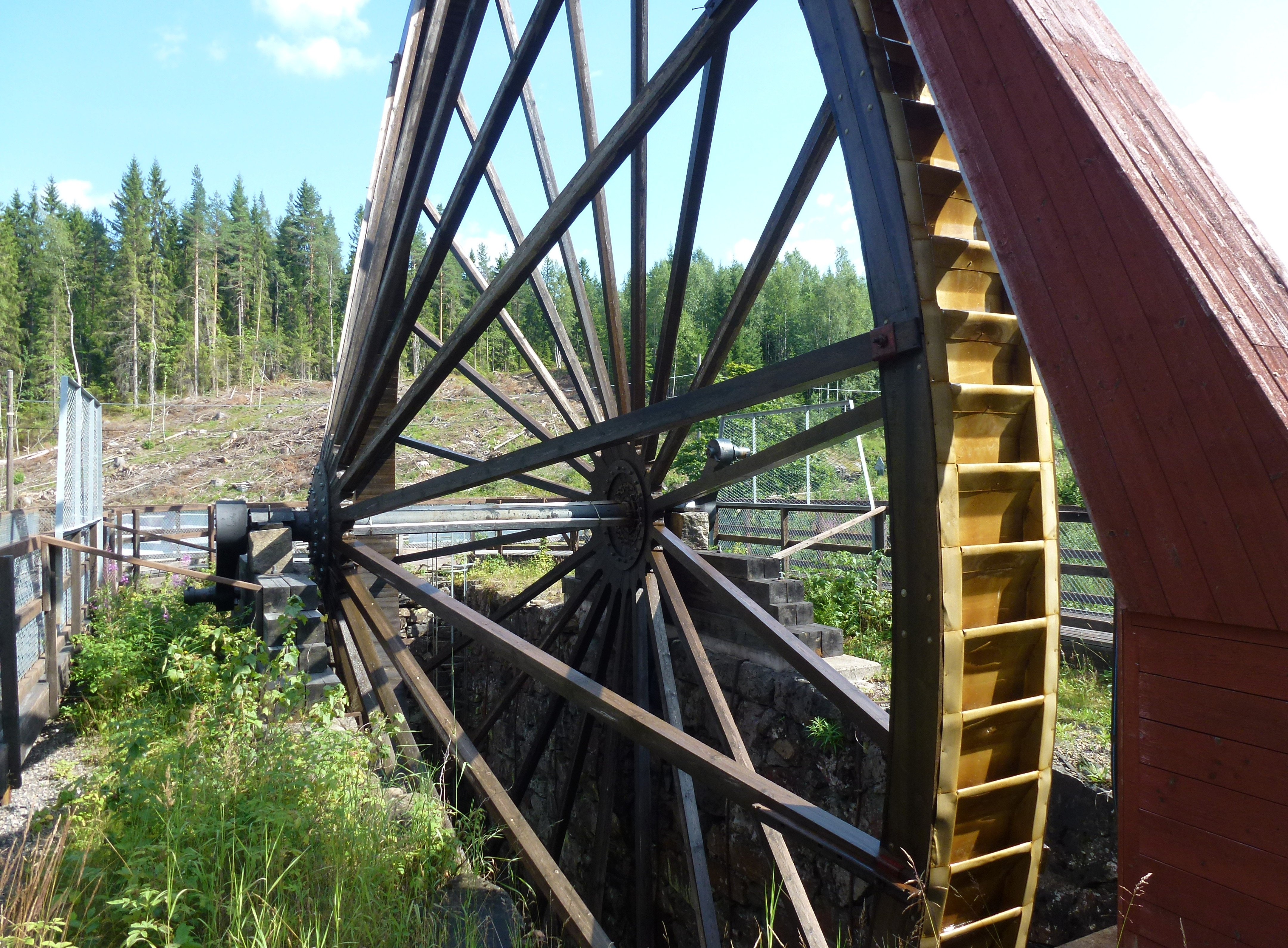
Lombergshjulet
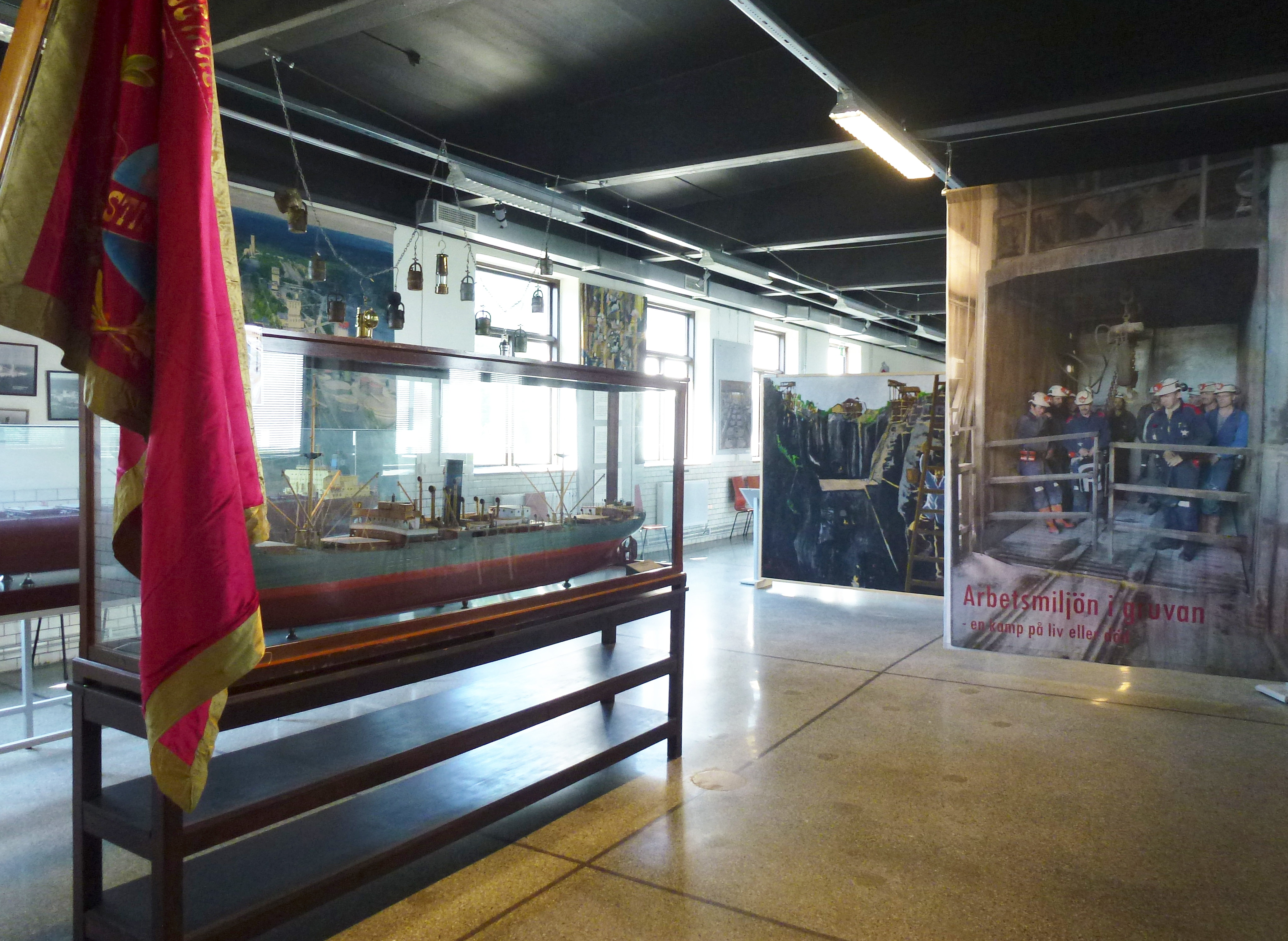
Mojsen Gruvcentrum

## Sport
I Grängesberg finns ett bandylag som spelar i division 2 (2020). Grängesberg har ett fotbollslag, IFK Grängesberg som 2020 spelar i division 7 Dalarna. Som bäst har man spelat i division II, åren 1932-34 och 1936-1939. Grängesbergs orienteringsklubb OK Malmia vann tiomilaorienteringen 1965.

## Kända personer från Grängesberg
- Anders Gustaf Andersson, gruvarbetare - "Jätten"
- Vilhelm Asplund, konstnär och träsnidare
- Mats G. Bengtsson, musiker, författare och skådespelare
- Tord Bengtsson, musiker
- Villy Bergström, f.d. vice riksbankschef
- Kjell-Henry Dahlberg, konstnär
- Bengt Dennis, f.d. riksbankschef
- Bernhard Eriksson, riksdagsman, minister, landshövding
- Torsten Fredriksson, riksdagsman
- Gunilla Jönson, tekn. doktor, f.d. rektor vid Lunds Tekniska Högskola
- Roland Keijser, musiker
- Erik Lundqvist, spjutkastare
- Margit Nordin, första kvinnliga vasaloppsåkare
- John Näslund, ordförande gruvarbetarförbundet
- Lars Ramqvist, f.d. VD på Ericsson
- Sam Samson, orkesterledare
- Daniel Swedin, ledarskribent
- Thomas Söderberg, biskop
- Bo Södersten, nationalekonom